# Římskokatolická farnost Vraclav
Římskokatolická farnost Vraclav je územním společenstvím římských katolíků v orlickoústeckém vikariátu královéhradecké diecéze.

## O farnosti

### Historie
Kostel ve Vraclavi je zmiňován v roce 1349 jako farní. Místní farnost později zanikla a byla obnovena až v roce 1754. Kostel byl barokizován po požáru v roce 1719. Ve 20. století přestala být farnost obsazována sídelním duchovním správcem.

#### Poustevna ve Svatém Mikuláši
V letech 1724–1730 byl v nedalekém Svatém Mikuláši postaven nad léčivým pramenem kostel. Doplnil tak starší roubenou poustevnu, která zde stojí již od 17. století. Areál později doplnily také malé lázně. Od konce 18. století nicméně poutní místo i lázně začaly upadat. V letech 1976–1986 byl poutní kostel adaptován na galerii, do které byly umístěny plastiky z poutní cesty, spojující ves Hedeč s poutním kostelem na Hoře Matky Boží u Králík. Poustevna, zvaná Fráterka, přestala sloužit svému účelu koncem 18. století v důsledku Josefinských reforem.

#### Duchovní správci farnosti
- 1970/1971 P. Bartoloměj Josef Kulhavý, OP (administrátor ex currendo z Vysokého Mýta)

#### Kněží, rodáci z farnosti
- Jiří Paďour (4. dubna 1943, Vraclav – 11. prosince 2015, Prachatice), kapucín, v letech 2002–2014 dvanáctý biskup českobudějovický

### Současnost
Farnost Vraclav je spravována ex currendo z Vysokého Mýta.
| Fotografie | Kostel                         | Místo         | Bohoslužba                                         | Bohoslužba                                         | Poznámka        |
| ---------- | ------------------------------ | ------------- | -------------------------------------------------- | -------------------------------------------------- | --------------- |
|            | Kostel sv. Mikuláše            | Svatý Mikuláš | neslouží pro bohoslužby, upraven pro účely galerie | neslouží pro bohoslužby, upraven pro účely galerie | filiální kostel |
|            | Kostel Nanebevzetí Panny Marie | Vraclav       | neděle                                             | 10.00                                              | farní kostel    |